# Шейн Муді-Оріо
Шейн Муді-Оріо (англ. Shane Moody-Orio, нар. 7 серпня 1980, Коросаль) — белізький футболіст, воротар клубу «Бельмопан Бендітс». Виступав, зокрема, за клуби «Культуре Ябра» та «Сучитепекес», а також національну збірну Белізу.

## Клубна кар'єра
У дорослому футболі дебютував 1999 року виступами за команду «Бельмопан Бендітс», в якій провів один сезон. Своєю грою за цю команду привернув увагу представників тренерського штабу клубу «Культуре Ябра», до складу якого приєднався 2000 року. Відіграв за команду наступні два сезони своєї ігрової кар'єри.
2002 року уклав контракт з клубом «Сан Педро», у складі якого провів наступний рік своєї кар'єри гравця. З 2003 року знову, цього разу один сезон, захищав кольори клубу «Кальчер Ябра». З 2004 року один сезон захищав кольори клубу «Бока». 
З 2005 року чотири сезони захищав кольори клубу «Пунтаренас». Більшість часу, проведеного у складі «Пунтаренаса», був основним голкіпером команди. Протягом 2009—2010 років захищав кольори клубу «Рамоненсе».
З 2010 року три сезони захищав кольори клубу «Марафон». Граючи у складі «Марафона» також здебільшого виходив на поле в основному складі команди. З 2013 року два сезони захищав кольори клубу «Сучитепекес».  Тренерським штабом нового клубу також розглядався як гравець «основи».
У березні 2016 року клуб «Бельмопан Бендітс» оголосив про підписання контракту з Шейном Оріо та гравцем збірної Гондурасу Кервіном Джонсоном. 

## Виступи за збірну
2000 року дебютував у складі національної збірної Белізу в поєдинку проти Гватемали. Брав участь у поєдинках кваліфікації чемпіонату світу проти Сент-Кітс і Невіс, а згодом і Мексики, отримав певну порцію компліментів як зрілий гравець молодої і дуже обмеженої команди.
У складі збірної був учасником розіграшу Золотого кубка КОНКАКАФ 2013 року у США. У поєдинку проти господарів турніру пропустив 6 м'ячів.

## Досягнення
«Кальчер Ябра»
- Прем'єр-ліга Белізу
  -  Чемпіон (1): 2003/04